# الیزابت (آرکانزاس)
الیزابت (به انگلیسی: Elizabeth) یک منطقهٔ مسکونی در ایالات متحده آمریکا است که در شهرستان فولتن، آرکانزاس واقع شده‌است. الیزابت ۲۵۶٫۹۵ متر بالاتر از سطح دریا واقع شده‌است.